# El Ateneo Grand Splendid

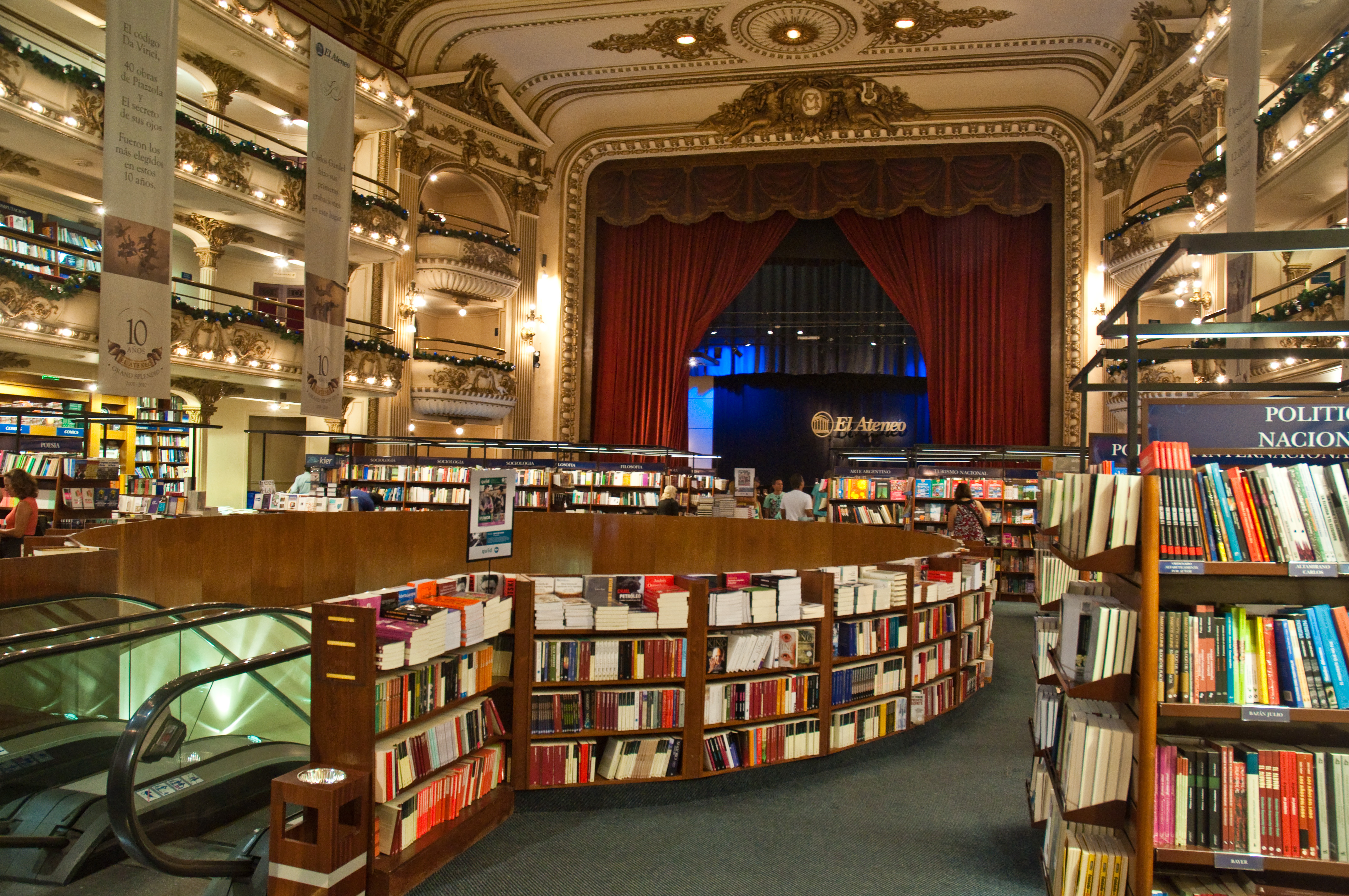
El Ateneo Grand Splendid

El Ateneo Grand Splendid ist ein ehemaliges Theater und eine der bekanntesten Buchhandlungen in der argentinischen Hauptstadt Buenos Aires. Sie befindet sich an der Avenida Santa Fe 1860 im Stadtteil Recoleta.

## Geschichte
Das Gebäude wurde ursprünglich als Theater von den Architekten Peró und Torres Armengol für den Auftraggeber Max Glücksman erbaut. Die Ausmalungen und der Figurenschmuck nehmen Bezug auf den Waffenstillstand zur Beendigung des Ersten Weltkrieges. Im Mai 1919 fand die Eröffnung statt. Bereits in den späten 1920ern wurde es in ein Kino umgewandelt und im Jahr 2000 in die bis heute bestehende Buchhandlung der Kette Ateneo.
Das Theater hatte eine Kapazität für 1050 Zuschauer, u. a. traten dort Carlos Gardel, Francisco Canaro, Roberto Firpo und Ignacio Corsini auf. 1924 nahm der Radiosender Radio Splendid im Theater seinen Betrieb auf, um Konzerte aus dem Haus zu übertragen. Nach der Umwandlung in ein Kino wurden dort die ersten Tonfilme Argentiniens gezeigt.
2000 wurde das Gebäude unter der Leitung des Architekten Fernando Manzone renoviert und in eine Buch- und Musikhandlung umgewandelt. Die Kinosessel wurden entfernt und durch Bücherregale ersetzt. In den ehemaligen Logen finden sich heute Sessel zum Lesen und auf der ehemaligen Bühne ist ein Café untergebracht. Bauliche Details aus der Theater- und Kinozeit wie die Deckenmalereien des italienischen Malers Nazareno Orlandi, die Holzschnitzereien, der karmesinrote Bühnenvorhang und die Auditoriums-Beleuchtung blieben erhalten. Trotz des Umbaues, bei dem auch Fahrtreppen vom Untergeschoss in das Erdgeschoss eingebaut wurden, vermittelt das Gebäude noch die Atmosphäre des Theaters, das es einst war.
Das Ateneo Grand Splendid wurde von The Guardian 2008 die zweitschönste Buchhandlung der Welt genannt, die Erstplatzierte ist in der Dominicanenkerk in Maastricht.
Das Gebäude ist seit 2000 von der Stadt Buenos Aires als Kulturdenkmal gelistet.

## Abbildungen

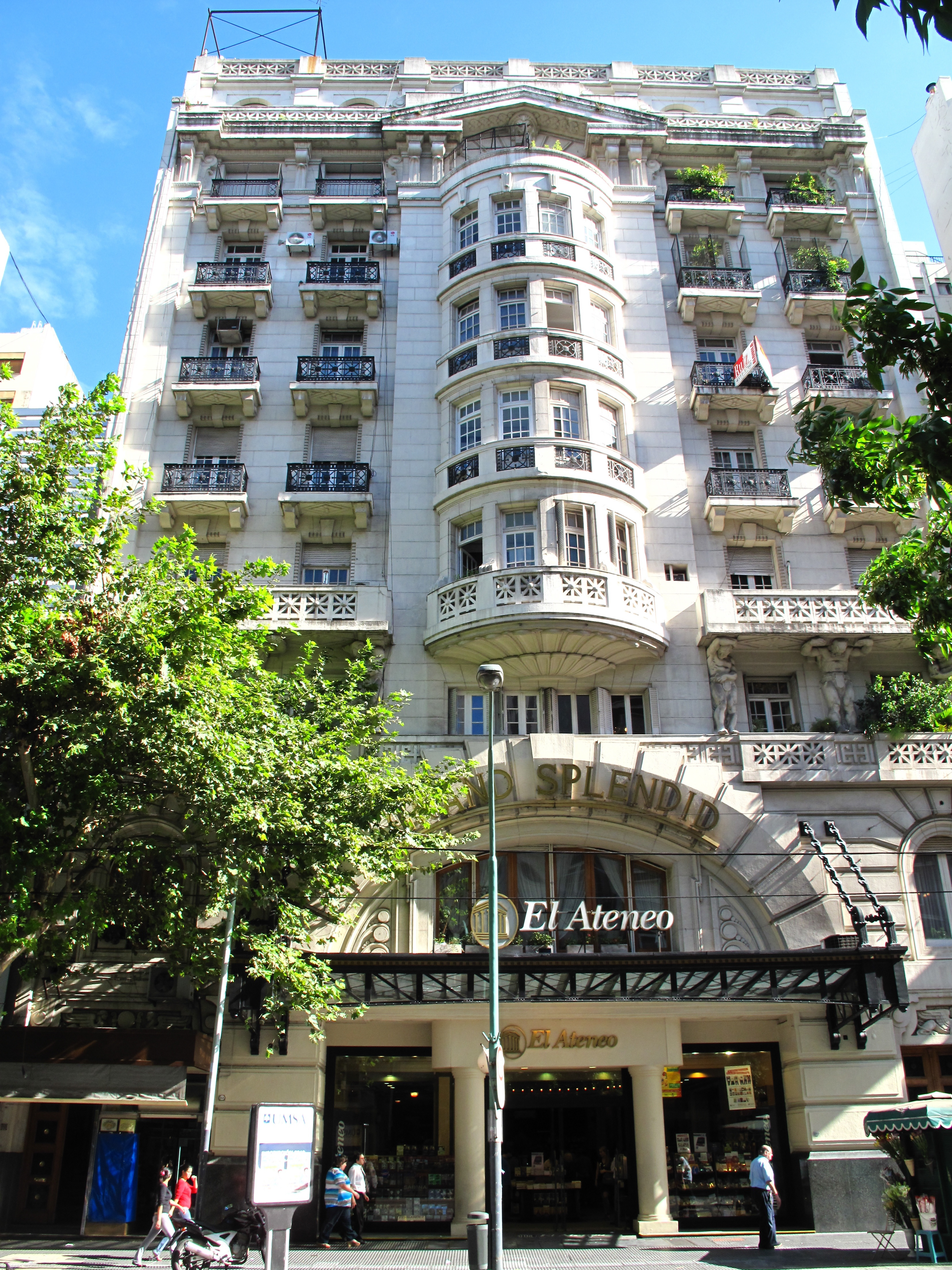
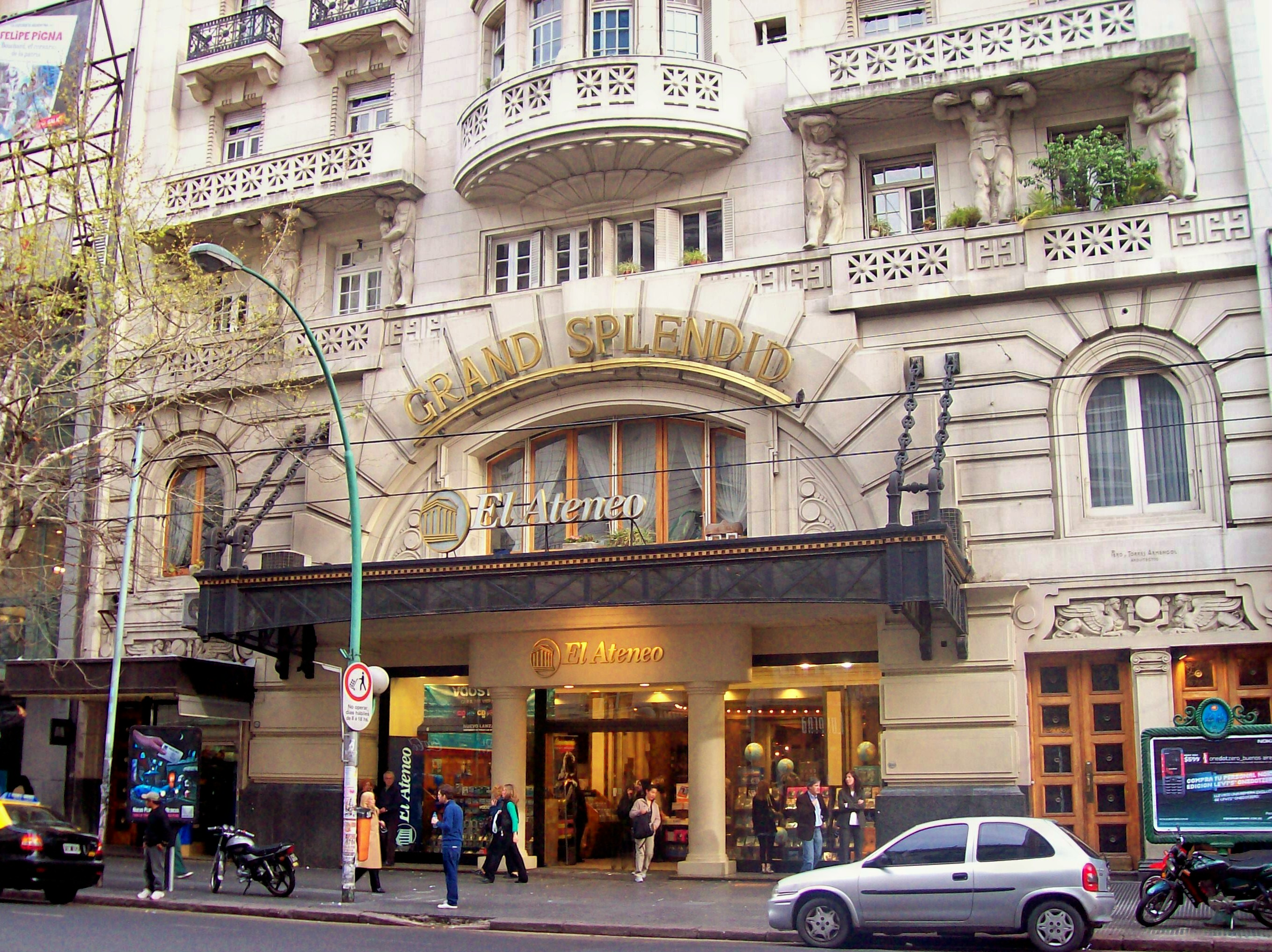
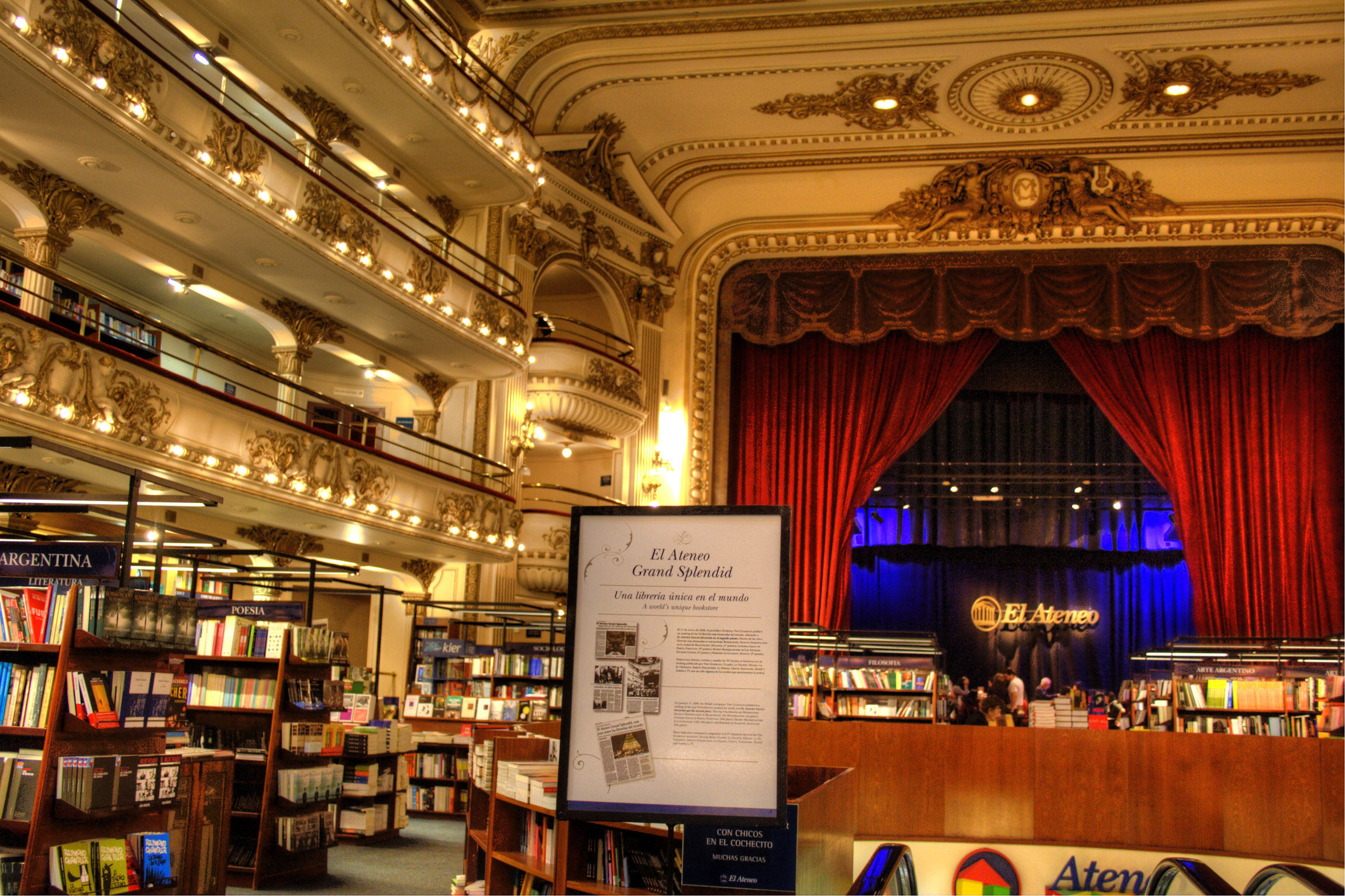
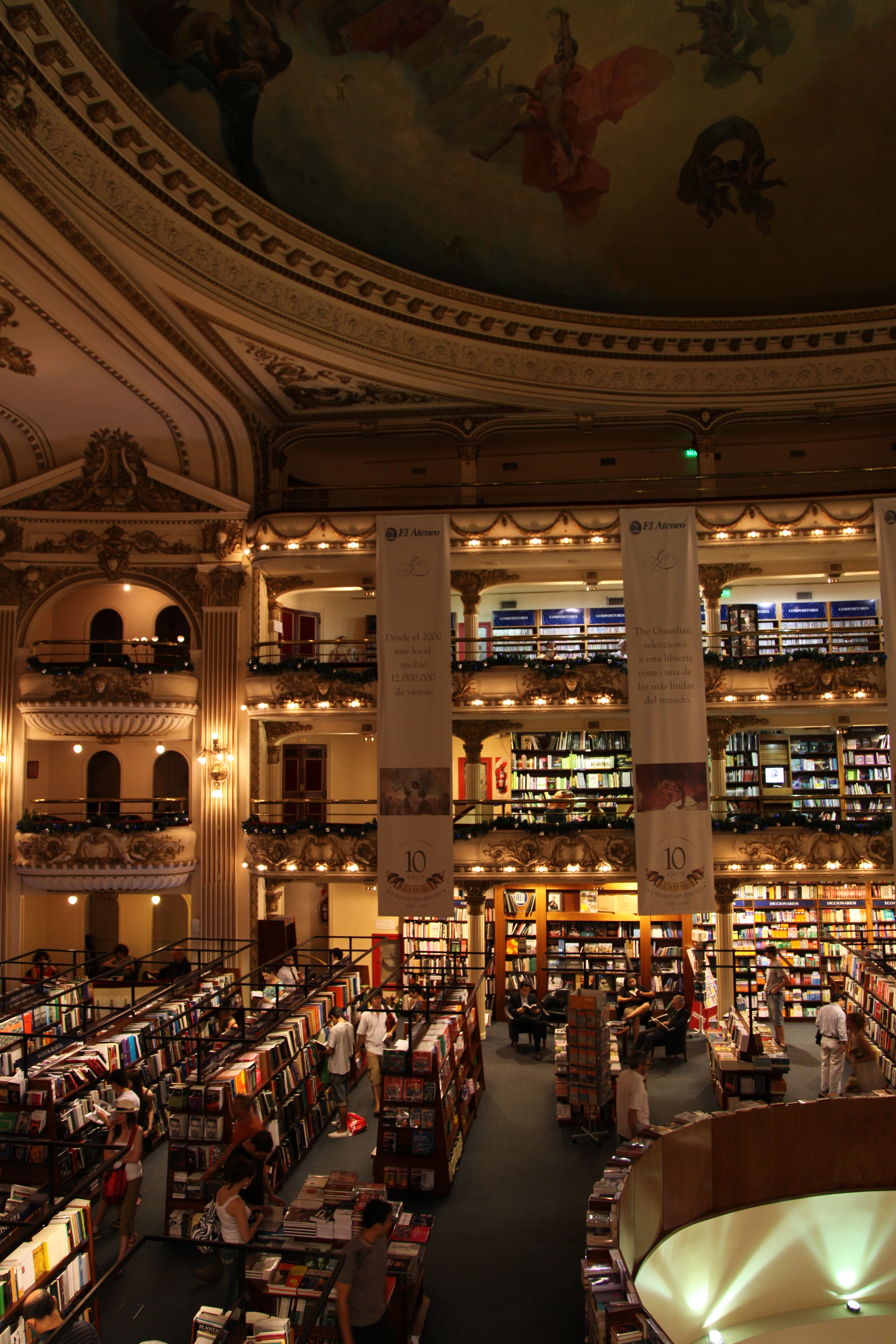
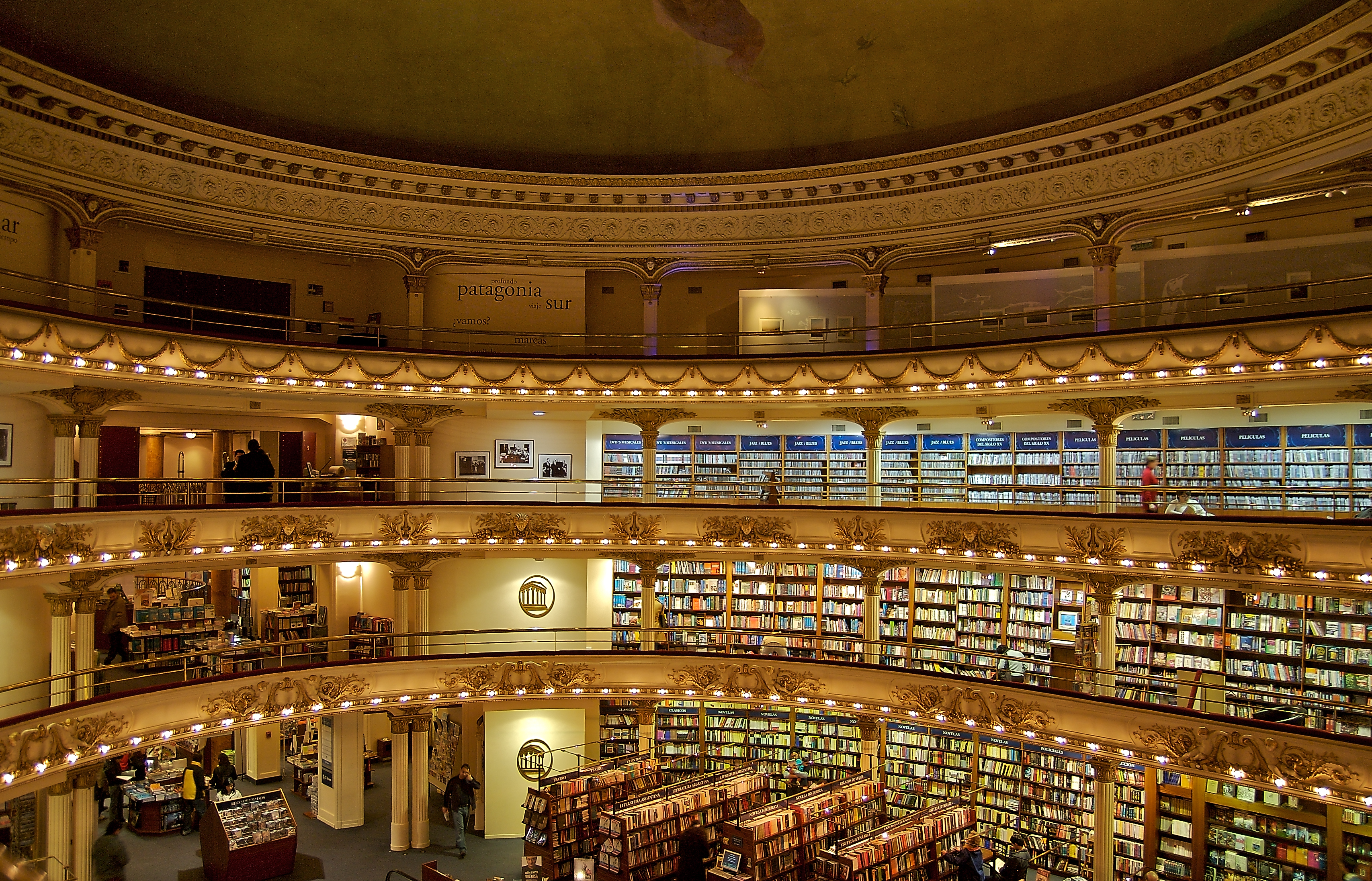
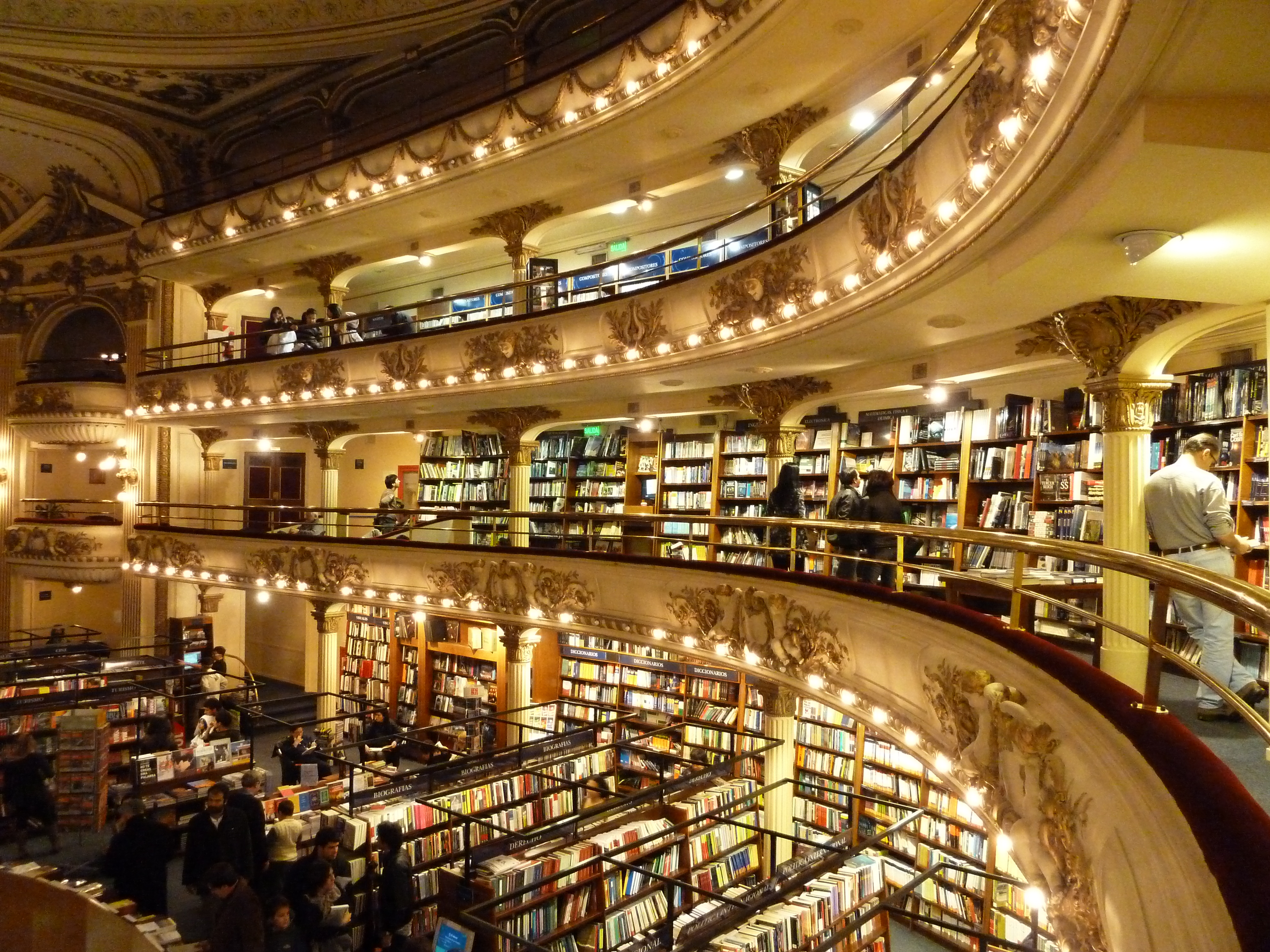
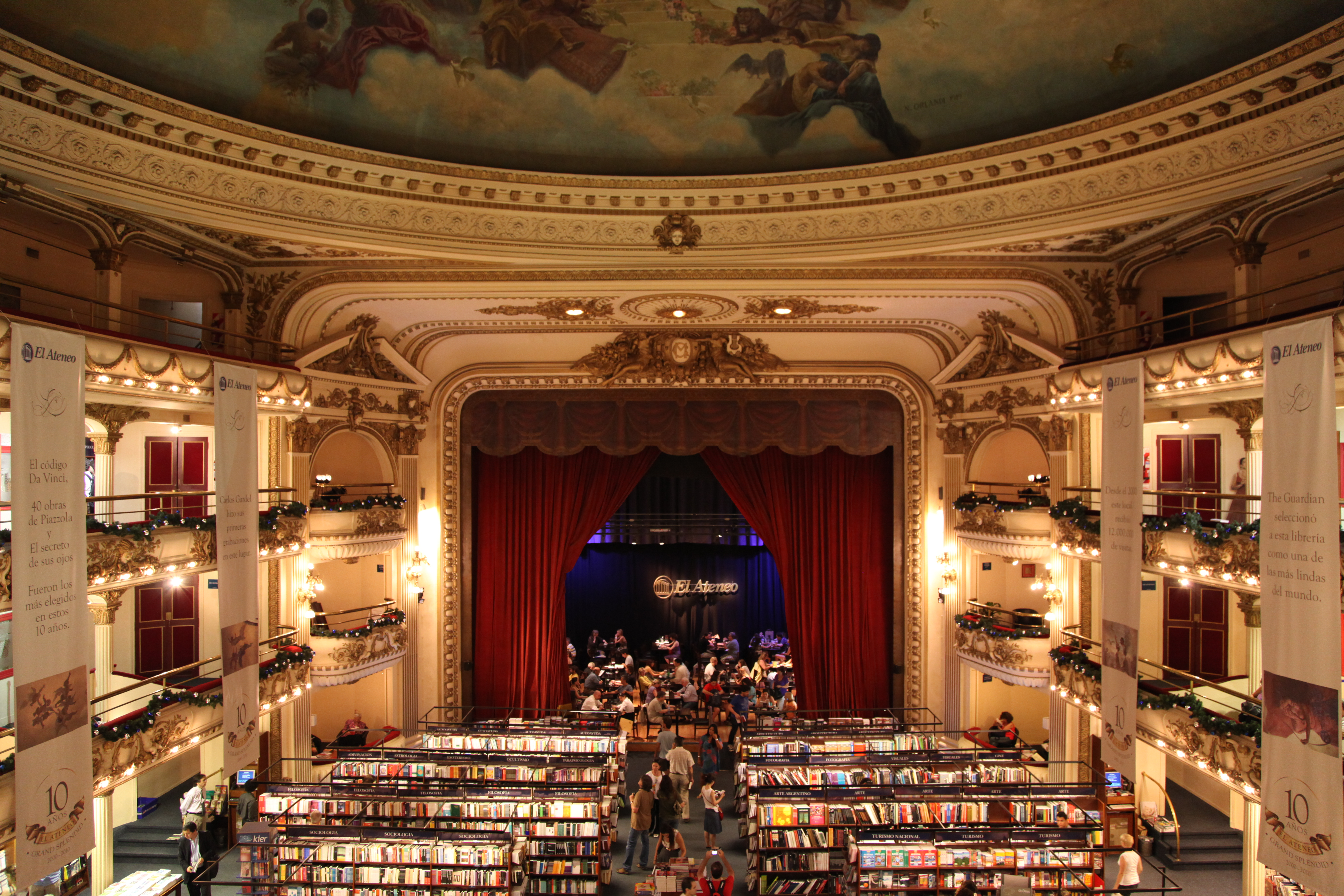
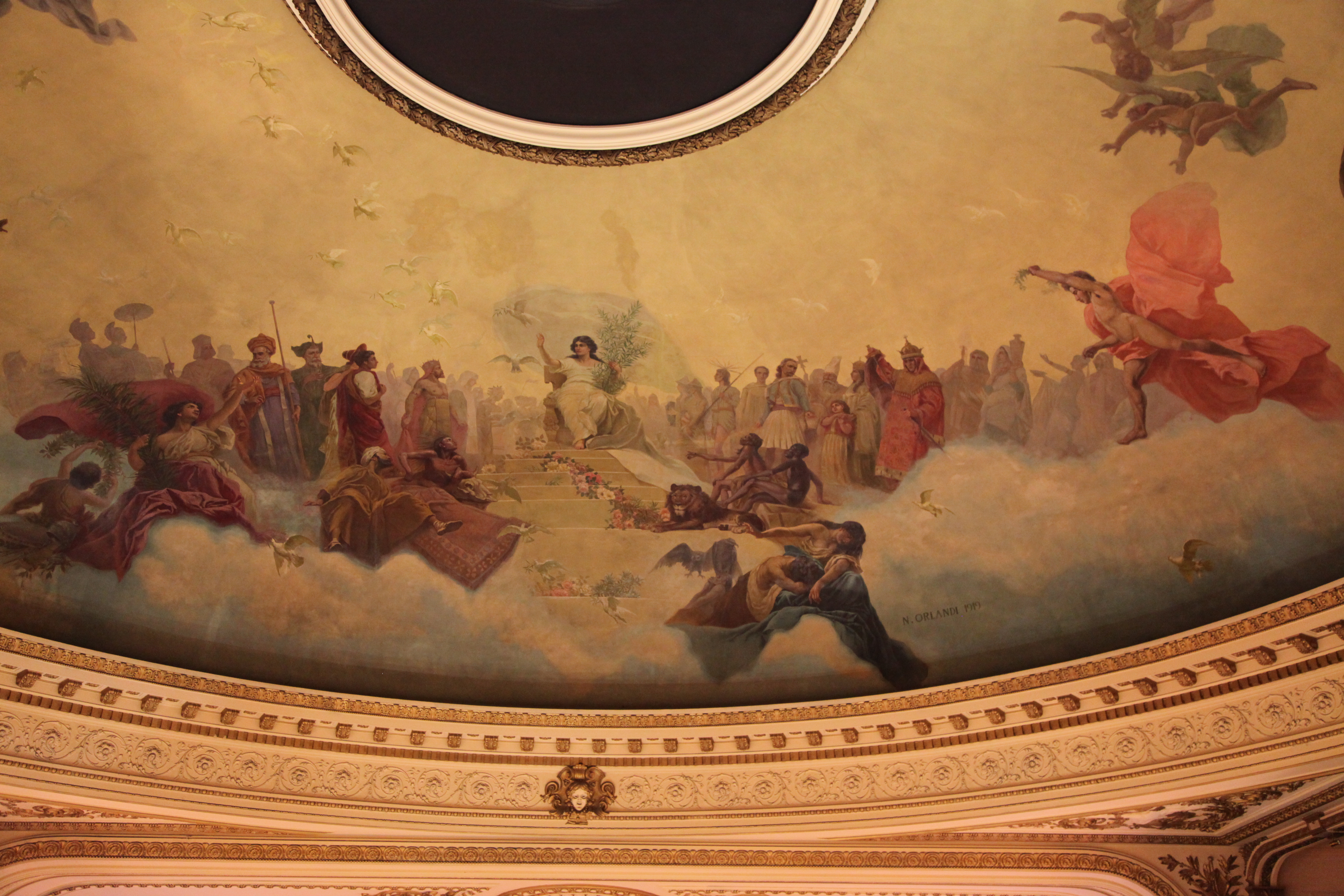
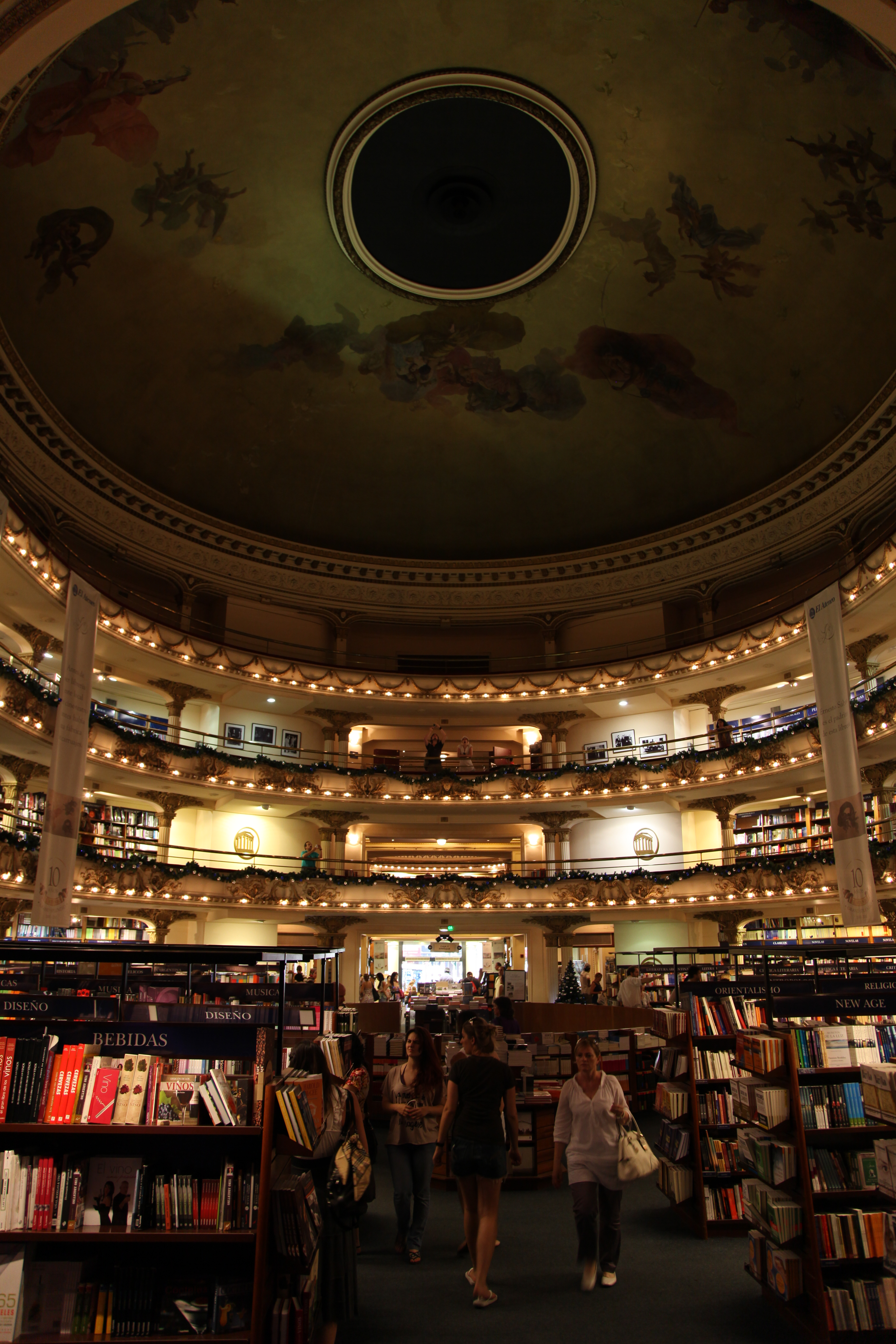
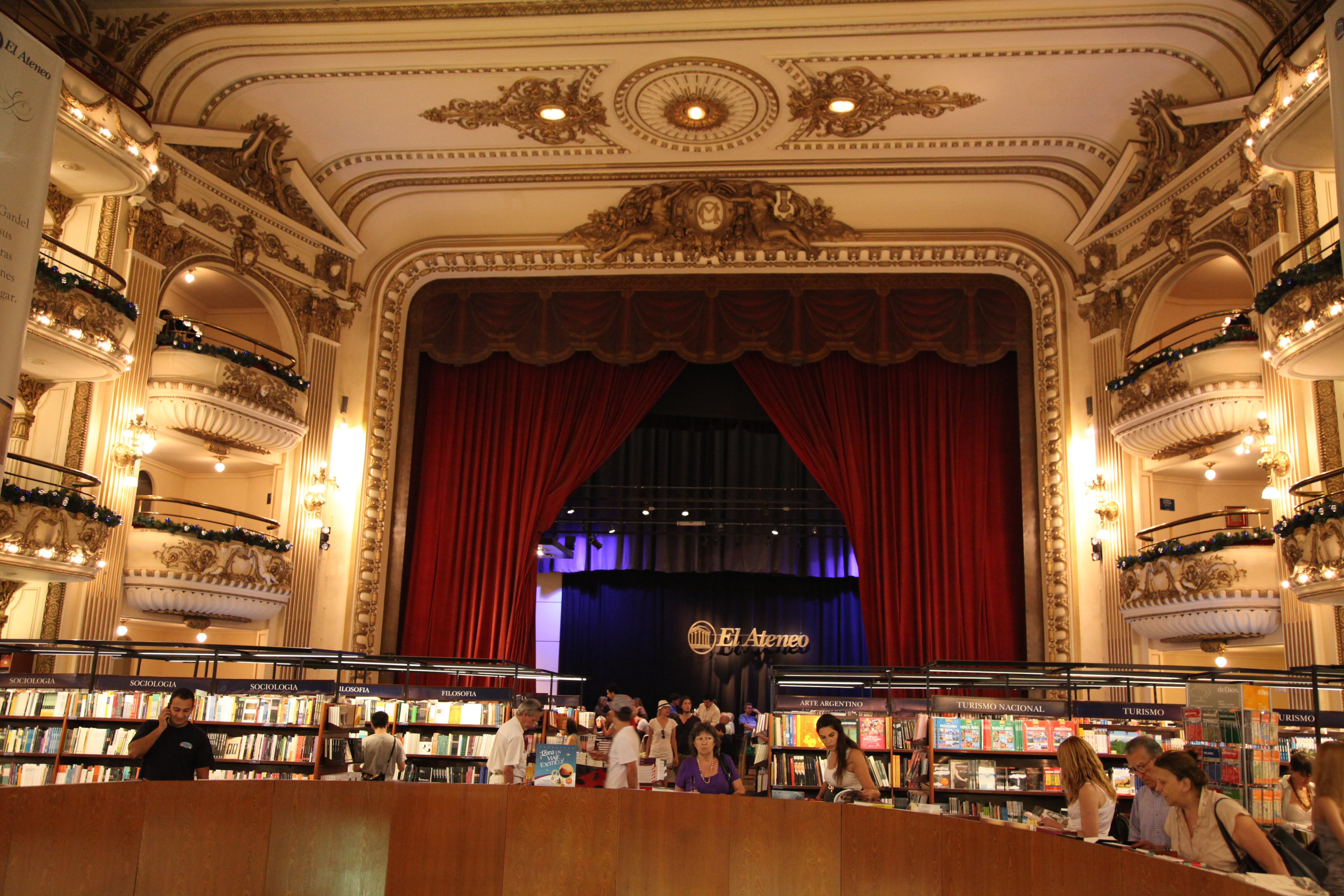